# Acide isocrotonique
L'acide isocrotonique, ou acide cis-2-buténoïque, est un acide carboxylique insaturé à chaîne courte, de formule H3C–CH=CH–COOH. C'est l'isomère cis de l'acide crotonique. Il peut être obtenu par distillisation de l'acide β-hydroxyglutarique à faible pression.